# Fagnano Alto
Fagnano Alto község (comune) Olaszország Abruzzo régiójában, L’Aquila megyében.

## Fekvése
A megye központi részén fekszik. Határai: Caporciano, Fontecchio, Prata d’Ansidonia, Rocca di Mezzo, San Demetrio ne’ Vestini.

## Története
Első írásos említése a 13. századból származik Offagianum néven. A következő századokban nemesi birtok volt. Önállóságát a 19. század elején nyerte el, amikor a Nápolyi Királyságban felszámolták a feudalizmust.

## Népessége
A népesség számának alakulása:

## Főbb látnivalói
- Fagnano várának romjai
- San Rocco-templom